# Сарамбаево
Сарамбаево (мар. Марьясола) — деревня в Красноволжском сельском поселении Горномарийского района Республики Марий Эл. Расположена в 4 км от села Кулаково.

## Этимология
Русское название происходит от мужского имени Сарамбай чувашского происхождения. Марийское название происходит от женского имени Марья + мар. сола «деревня».

## История
Первое письменное упоминание о деревне относится к 1859 году.
По состоянию на 1 января 2001 года в деревне Сарамбаево было 53 двора, в том числе 10 пустующих, с населением в 136 человек (60 мужчин и 76 женщин).